# بولز (کالیفرنیا)
بولز (به انگلیسی: Bowles) یک منطقهٔ مسکونی در ایالات متحده آمریکا است که در شهرستان فرسنو، کالیفرنیا واقع شده‌است. بولز ۰٫۹۹ کیلومتر مربع مساحت و ۴٬۹۲۳ نفر جمعیت دارد و ۸۵ متر بالاتر از سطح دریا واقع شده‌است.